# Xavier Woods (giocatore di football americano)
Xavier Woods (Monroe, 26 luglio 1995) è un giocatore di football americano statunitense che milita nel ruolo di safety per i Tennessee Titans della National Football League (NFL).

## Carriera

### Dallas Cowboys
Woods fu scelto nel corso del sesto giro (191º assoluto) del Draft NFL 2017 dai Dallas Cowboys. Nella prima stagione fu la riserva della safety Byron Jones, chiudendo con 42 tackle e un intercetto sul quarterback degli Atlanta Falcons Matt Ryan. Nel 2018 Woods divenne stabilmente titolare, chiudendo con 56 tackle e 2 intercetti.
Nella settimana 9 della stagione 2019 Woods fu premiato come miglior difensore della NFC della settimana dopo avere fatto registrare un intercetto e un fumble forzato nella vittoria sui New York Giants.

### Minnesota Vikings
Il 27 marzo 2021 Woods firmò con i Minnesota Vikings.

### Carolina Panthers
Il 14 marzo 2022 Woods firmò con i Carolina Panthers un contratto triennale del valore di 15,75 milioni di dollari.
Nella settimana 15 della stagione 2023, Woods mise a segno un importante intercetto su Desmond Ridder degli Atlanta Falcons, dopo il quale i Panthers segnarono il field goal della vittoria.

### Tennessee Titans
Il 14 marzo 2025 Woods firmò con i Tennessee Titans un contratto biennale del valore di 8 milioni di dollari.

## Palmarès
- Difensore della NFC della settimana: 1

9ª del 2019